# ロマーン・ロパティンスキー
ロマーン・ロパティンスキー (Roman Lopatynskyi) は、ウクライナ出身のピアニスト。 
1993年、ウクライナの首都キエフ生まれ。5歳でミコラ・ルイセンコ音楽学校に入学。イリーナ・バイリノワに師事。
2015年、第9回浜松国際ピアノコンクールで2位。
2017年2月、来日し名古屋市の宗次ホールにて、 バッハやストラヴィンスキー他のプログラムで演奏会を行なった。
2024年、ジョルジェ・エネスク国際ピアノコンクールで優勝。(リンクは英語) 
2025年、第66回ハエン国際ピアノコンクールで3位。(リンクは英語)